# روبرت إي. إيفانز
روبرت إي. إيفانز (بالإنجليزية: Robert E. Evans)‏ هو قاضي ومحامي وسياسي أمريكي، ولد في 15 يوليو 1856 في الولايات المتحدة، وتوفي في 8 يوليو 1925 في لنكن في الولايات المتحدة. حزبياً، نشط في الحزب الجمهوري. وقد انتخب عضو مجلس النواب الأمريكي.